# Mart Port
Mart Port (né le 4 janvier 1922 à Pärnu et mort le 3 février 2012 à Tallinn) était un architecte et professeur estonien.
Il est à la tête de nombreux plans statutaires à l'époque soviétique, à l'exemple du Sokos Hotel Viru, du bâtiment du Comité central du Parti communiste d'Estonie (maintenant bâtiment du ministère des Affaires étrangères), ou du mémorial de la Seconde Guerre mondiale de Maarjamäe.
Il est le fils du botaniste Jaan Port (en) et le père du biologiste Kristjan Port (en).